# کبوتر شاهی شکم‌دارچینی
کبوتر شاهی شکم‌دارچینی یا کبوتر شاهی دارچینی (نام علمی: Ducula basilica) گونه‌ای از پرندگان خانواده کبوتران و بومی در شمال ملوک است. زیستگاه طبیعی آن جنگل‌های جلگه‌ای نمناک نیمه‌گرمسیری یا گرمسیری است.